# Rhaphuma minima
Rhaphuma minima là một loài bọ cánh cứng trong họ Cerambycidae.